# Flora Ugwunwa
Flora Ugwunwa (Onitsha, 26 de junio de 1984) es una atleta paralímpica nigeriana que compite en pruebas en la categoría F54 para atletas en silla de ruedas. Representó a Nigeria en los Juegos Paralímpicos de Verano 2016. 

## Biografía
Cuando era niña, sufría de poliomielitis que le hizo perder el uso de sus piernas.
En 2015, participó en los Juegos Panafricanos en Brazzaville donde ganó la medalla de oro en el lanzamiento de disco para la categoría F54-57 frente a la argelina Nassima Saifi y su compatriota Njideka Iyiazi, así como la plata en el lanzamiento de jabalina F53-56 detrás de la tunecina Hania Aidi y frente a Malian Mariam Coulibaly.
En los Juegos Paralímpicos de Verano en 2016 celebrados en Río de Janeiro, se convirtió en campeona paralímpica de jabalina F54, mejorando el récord mundial anterior de 2 metros  con un lanzamiento de 20.25 metros. Superó a la hasta entonces poseedora del récord mundial, la tunecina Hania Aidi y la sudafricana Zanele Situ. Esta fue la séptima medalla de oro de Nigeria en los Juegos. Luego fue nombrada entre los mejores atletas nigerianos del año por la revista Pulse. Ugwunwa también participó en el lanzamiento del disco F56 donde terminó en sexta posición en la final.
Calificó para representar a Nigeria en los Juegos Paralímpicos de Verano 2020 que debían celebrarse en Tokio, después de ganar la medalla de plata en las pruebas femeninas de lanzamiento de jabalina F54 en el Campeonato Mundial de Atletismo Paralímpico 2019 celebrado en Dubái, Emiratos Árabes Unidos.
En 2019, fue elegida miembro del Comité Paralímpico de Nigeria como representante de atletas. Uno de los objetivos de su cargo es obtener mejores condiciones de entrenamiento, así como sillas y prótesis para ofrecer a los atletas nigerianos una mejor oportunidad en competiciones continentales o internacionales.

## Palmarés deportivo
| Año  | Competencia                                 | Ubicación      | País                   | Resultados                          | Disciplina                     | Rendimiento  |
| ---- | ------------------------------------------- | -------------- | ---------------------- | ----------------------------------- | ------------------------------ | ------------ |
| 2015 | Juegos Panafricanos                         | Brazzaville    | República del Congo    | Medalla de oro, África              | Lanzamiento de disco F54-57    |              |
| 2015 | Juegos Panafricanos                         | Brazzaville    | República del Congo    | Medalla de plata, África            | Lanzamiento de jabalina F53-56 |              |
| 2015 | Campeonato Mundial de Atletismo Paralímpico | Doha           | Catar                  | 5                                   | Lanzamiento de disco F55       | 19,27 m      |
| 2016 | Juegos Paralímpicos                         | Río de Janeiro | Brasil                 | Medalla de oro, Juegos Paralímpicos | Lanzamiento de jabalina F54    | 20,25 m (WR) |
| 2016 | Juegos Paralímpicos                         | Río de Janeiro | Brasil                 | 6                                   | Lanzamiento de disco F55       | 19,03 m      |
| 2019 | Campeonato Mundial de Atletismo Paralímpico | Dubái          | Emiratos Árabes Unidos | Medalla de plata                    | Lanzamiento de jabalina F54    |              |